# Связанная система координат
Связанная система координат — это подвижная система координат для анализа движения воздушных судов, с тремя осями: нормальной, продольной, поперечной, фиксированными относительно летательного аппарата. В России принята связанная система координат, в которой нормальная (вертикальная) ось направлена к верхней части самолета, начало нормальной системы координат совпадает с центром масс летательного аппарата. На рисунке показаны направления осей, принятые за рубежом.

## Продольная ось
Как правило, в качестве продольной оси используют строительную ось самолёта, которая закладывается при проектировании. При вращении вокруг неё самолёт опускает одну и поднимает другую консоль крыла. Такое движение называется «крен» (англ. roll). Пилот управляет креном с помощью элеронов, интерцепторов или дифференциально отклоняемых консолей стабилизатора.

## Вертикальная ось
Вертикальная ось — ось, лежащая в плоскости симметрии самолёта и перпендикулярная его продольной оси. Вращение вокруг неё называется «рыскание» (англ. yaw). Самолёт при этом поворачивает нос влево или вправо. Управляет этим вращением руль направления (англ. rudder). Это подвижная часть вертикального хвостового оперения самолёта (киля). Отклонение руля направления вправо (если смотреть на горизонтальный самолёт со стороны хвоста) приводит к рысканию самолёта вправо, и наоборот.

## Поперечная ось
Поперечная ось — это ось, перпендикулярная плоскости симметрии самолёта, направленная в сторону правой консоли крыла, дополняющая, таким образом, связанную систему координат до системы из трех векторов (они взаимно перпендикулярны и образуют ортогональный базис). При вращении вокруг этой оси самолёт опускает и поднимает нос. Это движение (и образуемый с горизонтальной плоскостью угол) называется «тангаж» (англ. pitch). Управляет тангажом руль высоты.